# 栄えに満ちたる
栄えに満ちたる（さかえにみちたる、英: Glorious Things of Thee are Spoken, Austrian Hymn）は教会を讃えたイギリスの古典的な歌である。

## 概要
原作は、1779年のジョン・ニュートンの作詞でニュートンとウィリアム・クーパーのOlney Hymnsに、「シオン、または神の都」と題して発表された、5節の讃美歌である。
この歌集は当時のイギリスに讃美歌による信仰復興を起こさせ、公でも個人的にも大いに使われた。
1796年ナポレオンのフランス軍がオーストリア軍を打ち破って、オーストリア国民が失意の中にあった時に、ローレンズ・レオデン・ハウシュカが作詞した『神よ、皇帝フランツを守り給え』に、フランツ・ハイドンが1797年に作曲した、四部合唱曲である。1797年2月12日に、フランツ皇帝の誕生日に初演され、後にオーストリア国歌（ハプスブルク帝国国歌）になった。
この曲のもともとの旋律は、クロアチア地方の民謡であった。
1802年に、ミラーのSacred Musicに讃美歌として収録されて、ジョン・ニュートンの歌詞に合わせて、英国で歌われるようになった。

## 所収
- 讃美歌194番「さかえにみちたる」
- 聖歌199番「輝く姿は」
- 聖歌 (総合版)158番「輝く姿は」
- 日本聖公会聖歌集390番「栄えに満ちたる」